# 이광엽 (기자)
이광엽(李光燁, 1965년 ~ )은 대한민국의 YTN의 보도본부 기자이다.

## 학력
- 고려대학교 일반대학원 언론학과 박사

## 경력
- YTN 기자
- YTN 마케팅국 마케팅부국장